# Semiothisa delia
Semiothisa delia är en fjärilsart som beskrevs av William Schaus 1912. Semiothisa delia ingår i släktet Semiothisa och familjen mätare. Inga underarter finns listade i Catalogue of Life.